# Trachyoribates ampulla
Trachyoribates ampulla är en kvalsterart som först beskrevs av Berlese 1905.  Trachyoribates ampulla ingår i släktet Trachyoribates och familjen Haplozetidae. Inga underarter finns listade i Catalogue of Life.